# Retrieval-augmented generation
Generowanie wspomagane wyszukiwaniem (ang. retrieval-augmented generation, RAG) – technika umożliwiająca modelom GenAI wyszukiwanie i włączanie nowych, zewnętrznych informacji. RAG modyfikuje zapytania do dużego modelu językowego (LLM) tak, aby odpowiadał on na pytania użytkowników z uwzględnieniem dodatkowych, dołączonych danych. Umożliwia to LLM-om korzystanie z informacji specyficznych dla danej dziedziny i/lub zaktualizowanych.
Oprócz zwiększenia jakości zwracanych odpowiedzi, RAG pozwala również LLM-om na uwzględnianie w generowanych treściach odniesień do źródeł, co umożliwia użytkownikom weryfikację informacji poprzez analizę cytowanych dokumentów lub oryginalnych źródeł. Dzięki temu możliwe jest uzyskanie większej wiarygodności i transparentność, ponieważ użytkownicy mogą sprawdzać pobrane treści, aby upewnić się co do ich dokładności, trafności i pochodzenia.
Termin RAG został po raz pierwszy wprowadzony w 2020 r. przez Meta. Istnieją biblioteki umożliwiające wdrożenie technik RAG wraz z ich specyficznymi funkcjonalnościami.

## Proces

Uproszczony schemat schematu wzbogacania danych z wykorzystaniem LLM

RAG składa się z czterech elementów:
1. Indexing (pol. indeksowanie) – dodatkowe dane dostarczane do systemu są osadzane i  zapisywane w bazie danych[14].
2. Retrieval (pol. pobieranie) – pobieranie najbardziej odpowiednich dokumentów dla danego zapytania.
3. Augmentation (pol. uzupełnianie) – przekazanie pobranych informacji do LLMa za pomocą inżynierii podpowiedzi.
4. Generation (pol. generowanie) – LLM zwraca odpowiedź w oparciu o wzbogacone dane i zapytanie użytkownika[15]. Niektóre modele mogą korzystać z innych technik wzbogacania odpowiedzi[13].